# Last Christmas
«Last Christmas» —en español: «La última Navidad»— es una canción del dúo británico de new romantic o new wave-soul Wham!. Compuesta y producida por George Michael, se lanzó el 3 de diciembre de 1984 bajo el sello CBS Records a nivel internacional, y como un doble lado A junto a «Everything She Wants» en varios países europeos a través de Epic Records. Desde su debut, la canción ha sido versionada por numerosos artistas, como Emilia Clarke, Whigfield, Crazy Frog, Billie Piper, Taylor Swift, Ariana Grande, Rosé de Blackpink y Sabrina Carpenter con Chappell Roan.
En su estreno inicial en 1984, «Last Christmas» permaneció cinco semanas consecutivas en el segundo lugar de la lista de sencillos del Reino Unido, siendo desplazada del primer puesto en Navidad por «Do They Know It's Christmas?» de Band Aid (en la cual también participó Michael). Tras múltiples entradas en las listas en años posteriores, incluidas otras tres semanas en el segundo lugar, y después de formar parte del catálogo de RCA Records, el tema alcanzó finalmente el primer puesto en la lista de sencillos del Reino Unido el 1 de enero de 2021 (semana de listas con fecha de cierre el 7 de enero de 2021), más de 36 años después de su lanzamiento original. Con ello, se convirtió en el quinto sencillo número uno del dúo. Antes de este logro, «Last Christmas» ostentaba el récord del sencillo más vendido que nunca había llegado al primer puesto, según la Official Charts Company (OCC), con 1,9 millones de copias vendidas (sin incluir reproducciones por streaming). Este récord lo ostenta actualmente «Mr. Brightside» de The Killers. El sencillo alcanzó el número uno en el Reino Unido tras ser reproducido 9,2 millones de veces en la última semana de 2020 y vender 1555 descargas, logrando un total de 40 149 ventas combinadas.
En 2022, «Last Christmas» volvió a ocupar el segundo puesto en la lista de Navidad, pero en 2023 finalmente obtuvo el reconocimiento de ser el número uno navideño, 39 años después de su estreno. Combinando ventas y reproducciones, se convirtió además en la tercera canción más grande de todos los tiempos en el Reino Unido.
Fuera del Reino Unido, la pista lideró las listas en catorce países y alcanzó el top diez en varios territorios, como Australia, Canadá y Estados Unidos. También logró el segundo puesto en el Billboard Global 200 en enero de 2021. Wham! donó todas sus regalías a los esfuerzos de ayuda para la hambruna en Etiopía. En una encuesta realizada en todo el Reino Unido en diciembre de 2012, la canción ocupó el octavo lugar en el especial de ITV The Nation's Favourite Christmas Song, y fue elegida como la pieza más popular de la década de los ochenta en el especial de Channel 5 Britain's Favourite 80's Songs, transmitido en Navidad de 2020. Además, fue la canción navideña más reproducida del siglo XXI en el Reino Unido hasta que fue superada por «Fairytale of New York» en 2011.

## Antecedentes
«Last Christmas» tuvo su origen en 1983, durante una visita de George Michael y Andrew Ridgeley a los padres de Michael. El artista compuso la pieza en su habitación de infancia. Michael le mostró a Ridgeley la introducción y la melodía del estribillo, un instante que Ridgeley describió más tarde como «un momento de asombro».
La grabación se llevó a cabo en agosto de 1984 en los estudios Advision de Londres, Inglaterra. George Michael escribió, interpretó, produjo y tocó todos los instrumentos de la pista. Utilizando una caja de ritmos LinnDrum, un sintetizador Roland Juno-60 y cascabeles, comenzaron a trabajar en la canción durante el verano, mientras Michael «cubría [el estudio] con decoraciones navideñas para crear el ambiente».
Los únicos presentes en el estudio, además de Michael, fueron el ingeniero Chris Porter y dos asistentes, Paul Gommersal y Richard Moakes. Según Porter, la letra de la pieza contrasta «la felicidad del ritmo con la tristeza del amor no correspondido».

## Rendimiento comercial

### Reino Unido
Wham! ya había logrado dos sencillos número uno en la lista de éxitos del Reino Unido en 1984. La noticia de que planeaban lanzar un sencillo navideño auguraba una intensa competencia por el codiciado primer puesto de Navidad en Reino Unido, especialmente contra Frankie Goes to Hollywood, que había conseguido su tercer número uno a principios de diciembre con «The Power of Love». Sin embargo, el sencillo benéfico de Band Aid, escrito por Bob Geldof y Midge Ure, se llevó el primer lugar con «Do They Know It's Christmas?», mientras que la propuesta de Wham! alcanzó el segundo puesto durante gran parte de la temporada. El dúo donó todas las regalías de «Last Christmas» y «Everything She Wants», superando las £250 000 (equivalentes a £1 010 000 en 2023), al fondo de ayuda para la hambruna en Etiopía.
En años posteriores, la canción ingresó al top 40 del Reino Unido en 15 ocasiones, alcanzando el top 10 en al menos seis de ellas, incluidas cinco consecutivas entre 2016 y 2020. En 1985 y 2017 igualó su mejor posición histórica, el número dos, antes de finalmente llegar a la cima el 1 de enero de 2021, 36 años después de su lanzamiento original en 1984. De este modo, «Last Christmas» estableció el récord del período más largo entre el lanzamiento inicial de un sencillo y su llegada al primer lugar en la lista de éxitos del Reino Unido, superando a «(Is This The Way To) Amarillo?» de Tony Christie, que alcanzó el número uno en marzo de 2005, 33 años y cuatro meses después de su publicación original en noviembre de 1971.
Este récord fue superado en junio de 2022 por Kate Bush con «Running Up That Hill», que tardó 37 años en alcanzar la cima.
| Año  | Mejor posición | Gráfico                                                       |
| ---- | -------------- | ------------------------------------------------------------- |
| 1984 | 2              | 13 semanas (15 de diciembre de 1984 – 9 de marzo de 1985)     |
| 1985 | 6              | 7 semanas (14 de diciembre de 1985 – 25 de enero de 1986)     |
| 1986 | 45             | 5 semanas (13 de diciembre de 1986 – 10 de enero de 1987)     |
| 2007 | 14             | 5 semanas (8 de diciembre de 2007 – 5 de enero de 2008)       |
| 2008 | 26             | 5 semanas (6 de diciembre de 2008 – 3 de enero de 2009)       |
| 2009 | 34             | 4 semanas (12 de diciembre de 2009 – 2 de enero de 2010)      |
| 2010 | 53             | 4 semanas (11 de diciembre de 2010 – 1 de enero de 2011)      |
| 2011 | 26             | 4 semanas (10 de diciembre de 2011 – 31 de diciembre de 2011) |
| 2012 | 34             | 5 semanas (8 de diciembre de 2012 – 5 de enero de 2013)       |
| 2013 | 36             | 5 semanas (7 de diciembre de 2013 – 4 de enero de 2014)       |
| 2014 | 28             | 5 semanas (6 de diciembre de 2014 – 3 de enero de 2015)       |
| 2015 | 18             | 5 semanas (10 de diciembre de 2015 – 7 de enero de 2016)      |
| 2016 | 7              | 5 semanas (8 de diciembre de 2016 – 5 de enero de 2017)       |
| 2017 | 2              | 6 semanas (30 de noviembre de 2017 – 4 de enero de 2018)      |
| 2018 | 3              | 5 semanas (6 de diciembre de 2018 – 3 de enero de 2019)       |
| 2019 | 3              | 6 semanas (28 de noviembre de 2019 – 2 de enero de 2020)      |
| 2020 | 1              | 8 semanas (19 de noviembre de 2020 – 7 de enero de 2021)      |
| 2021 | 2              | 8 semanas (18 de noviembre de 2021 – 6 de enero de 2022)      |
| 2022 | 1              | 8 semanas (17 de noviembre de 2022 – 5 de enero de 2023)      |
| 2023 | 1              | 9 semanas (16 de noviembre de 2023 – 11 de enero de 2024)     |
| 2024 | 2              | 5 semanas (14 de noviembre de 2024 – 12 de diciembre de 2024) |

En febrero de 2020, «Last Christmas» había vendido más de 1,9 millones de copias, convirtiéndose en el sencillo más vendido en la historia de las listas del Reino Unido que nunca había alcanzado el número uno, y en el décimo sencillo más vendido en general. Para diciembre de 2023, sus ventas superaron los 1,93 millones de copias físicas y descargas, colocándola como el octavo sencillo más vendido de todos los tiempos en el Reino Unido. En ese mismo mes, recibió la certificación de séxtuple platino.
En diciembre de 2019, la pista alcanzó el número uno tanto en la lista oficial de sencillos de vinilo del Reino Unido como en la lista oficial de reproducciones de videos en streaming. La semana siguiente, estableció un nuevo récord en las listas británicas con 17,1 millones de reproducciones, el mayor número de reproducciones en una sola semana. Además, se convirtió en el sencillo de vinilo más vendido en el Reino Unido durante 2019.
En diciembre de 2023, por primera vez en su historia, «Last Christmas» consiguió el codiciado número uno navideño en The Official Chart Show con Jack Saunders.

### Otros territorios
En Alemania, «Last Christmas» es el sencillo navideño más exitoso de todos los tiempos, con 169 semanas en la lista de sencillos alemana y un máximo histórico en el número uno el 24 de diciembre de 2021. Desde 1997, ha ingresado en la lista cada año. En enero de 2008, cayó del número cuatro al 64, marcando la mayor caída desde el top 10 en esa lista.
En Irlanda, el sencillo alcanzó el número uno durante una semana en diciembre de 1984, antes de ser reemplazado por «Do They Know It's Christmas?» de Band Aid. Volvió al primer puesto a finales de diciembre de 2022.
En Japón, se lanzó en dos formatos diferentes con portadas distintas: vinilo de 7 y 12 pulgadas (versión larga), ambos con «Credit Card Baby» como lado B. El primero alcanzó el número 15 en la lista de sencillos de Oricon, mientras que el segundo llegó al número 47. En 1993, se publicó en CD sencillo, alcanzando el número 17 y vendiendo casi 40 000 copias esa semana. Se reeditó en noviembre de 2001 y 2004 como CD de dos pistas con la versión editada y el «pudding mix». Gracias a su éxito, es el octavo sencillo más vendido de un artista no japonés en Japón, con 683 000 copias físicas vendidas.
En los Países Bajos, la pieza nunca llegó al número uno, quedando en segundo lugar en enero de 1985, detrás de «Do They Know It's Christmas?» de Band Aid. En la Dutch Singles Top 100, ha ingresado 16 veces, incluyendo cada año desde 2006, con su mejor posición después de 1984 en el número cuatro durante las temporadas navideñas de 2016 y 2018. En la Dutch Mega Top 50, apareció en 1997, 2000, 2007, 2008 y 2013.
En Estados Unidos, no se lanzó comercialmente como sencillo hasta noviembre de 2014, cuando estuvo disponible en vinilo de 12 pulgadas como una edición exclusiva para el Record Store Day. Desde entonces, ha reingresado regularmente en la lista Billboard Holiday Songs, alcanzando el número tres el 7 de diciembre de 2019.
En noviembre de 2016, las ventas digitales en Estados Unidos alcanzaron las 751 000 descargas, colocándola en el décimo lugar entre los sencillos navideños más vendidos según Nielsen SoundScan. Tras la muerte de George Michael, debutó en el número 50 del Billboard Hot 100 en enero de 2017. Reingresó en diciembre de 2018, llegando al número 25 en enero de 2019 y alcanzando un nuevo máximo de número 11 en enero de 2020. El 2 de enero de 2021, entró por primera vez en el top 10, en el número nueve, devolviendo a Wham! al top 10 después de 35 años. El 1 de enero de 2022, alcanzó el número siete y el 24 de diciembre de 2022 llegó al número seis. En la última edición de Billboard Hot 100 de 2022, el 31 de diciembre, ingresó al top cinco. El 7 de enero de 2023, llegó a un nuevo máximo en el número cuatro. La Recording Industry Association of America (RIAA) la certificó doble platino en diciembre de 2019, con dos millones de unidades digitales vendidas. En 2024, se convirtió en el primer sencillo navideño en ingresar a la lista durante la temporada de fin de año, debutando en el número 38 la semana que finalizó el 23 de noviembre.

## Video musical
El video musical de «Last Christmas», dirigido por el cineasta y director británico de comerciales y vídeos musicales Andrew Morahan, muestra a los miembros de Wham!, Michael y Ridgeley, acompañando a sus novias a visitar a unos amigos en una cabaña de un complejo turístico de esquí no especificado. El teleférico visible en dos tomas corresponde a Saas-Fee, Suiza, donde se filmó el vídeo el 21 de noviembre de 1984. Desde el inicio queda claro que la novia del personaje de Ridgeley (interpretada por la modelo Kathy Hill) tuvo una relación previa con Michael, y que la canción está dirigida a ella. Se la reconoce fácilmente porque suele vestir de rojo, mientras que los demás llevan colores más apagados.
En un breve flashback a una Navidad anterior, se muestra al personaje de Michael entregando a Kathy Hill un broche con joyas. En el presente, Ridgeley lleva puesto el mismo broche, sugiriendo que Hill se lo dio a su nueva pareja después de romper con Michael. Cuando Hill recibe el broche de manos del personaje de Michael, lo lleva «del lado correcto», mientras que el personaje de Ridgeley lo usa «al revés». En varias ocasiones, Michael muestra una expresión pensativa, sugiriendo emociones encontradas. Mientras decora el árbol de Navidad, una de las decoraciones cae al suelo cerca de su exnovia, y ambos comparten una mirada significativa durante unos segundos.
Restauración
El videoclip, originalmente grabado en película de 35 mm, se lanzó el 13 de diciembre de 2019 en resolución 4K Ultra HD. El director original, Andy Morahan, encontró siete de los ocho rollos originales de película de 35 mm y trabajó junto a equipos de Cinelab London y el artista de efectos visuales Russ Shaw, de la postproducción Nice Biscuits, para recrear el vídeo utilizando la película de mayor resolución.